# Megalagrion pacificum
Megalagrion pacificum là một loài chuồn chuồn kim trong họ Coenagrionidae. Nó là loài đặc hữu của sông và đầm nước ngọt in Hawaiʻi, especially hòn đảo Molokaʻi. Nó bị đe dọa do mất nơi sống.